# Shelbourne Football Club 2012

## Rosa
| N. |                    | Ruolo | Calciatore        |
| -- | ------------------ | ----- | ----------------- |
| 1  | Irlanda (bandiera) | P     | Dean Delany       |
| 2  | Irlanda (bandiera) | D     | Gareth Matthews   |
| 3  | Irlanda (bandiera) | D     | Lorcan Fitzgerald |
| 4  | Irlanda (bandiera) | D     | Andy Boyle        |
| 5  | Irlanda (bandiera) | D     | Stephen Paisley   |
| 6  | Irlanda (bandiera) | C     | Glenn Cronin      |
| 7  | Irlanda (bandiera) | C     | Conan Byrne       |
| 8  | Irlanda (bandiera) | C     | David Cassidy     |
| 9  | Irlanda (bandiera) | A     | Philip Hughes     |
| 10 | Irlanda (bandiera) | C     | Kevin Dawson      |
| 12 | Irlanda (bandiera) | D     | Brian Shortall    |

| N. |                    | Ruolo | Calciatore     |
| -- | ------------------ | ----- | -------------- |
| 13 | Irlanda (bandiera) | P     | Paul Skinner   |
| 14 | Irlanda (bandiera) | C     | Paddy Kavanagh |
| 15 | Irlanda (bandiera) | C     | Barry Clancy   |
| 16 | Irlanda (bandiera) | C     | Stephen Hurley |
| 17 | Irlanda (bandiera) | D     | Sean Byrne     |
| 18 | Irlanda (bandiera) | A     | Paul Byrne     |
| 19 | Irlanda (bandiera) | A     | Philip Gorman  |
| 23 | Irlanda (bandiera) | D     | Ian Ryan       |
| 24 | Irlanda (bandiera) | C     | Anto Murphy    |
| 30 | Scozia (bandiera)  | P     | Chris Bennion  |